# Fragata Tipo 21
La fragata Tipo 21, también denominada clase Amazon, fue una serie de ocho fragatas construida para la Royal Navy en la década de 1970 y prestó servicio en los años ochenta y noventa.

## Desarrollo

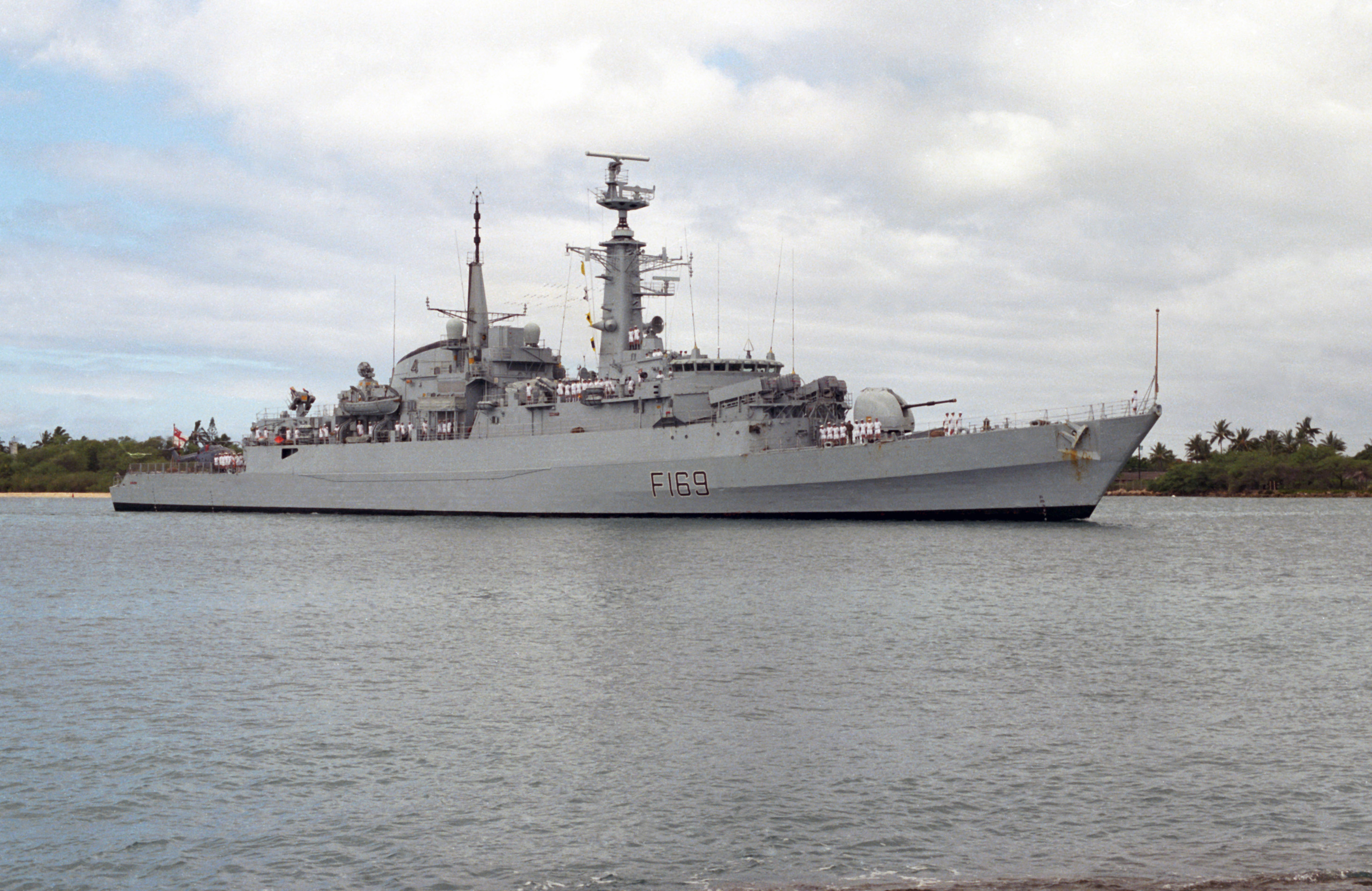
HMS Amazon durante Ejercicio RIMPAC 86

A mediados de la década de 1960, la Royal Navy (RN) tenía un requisito para un reemplazo para las fragatas clase Leopard y Salisbury de tipo diésel. Mientras que los buques de guerra de la Marina Real fueron tradicionalmente diseñados por el Departamento de Buques del Ministerio de Defensa británico (MoD) con sede en Bath, los astilleros privados —en particular Vosper Thorneycroft— hicieron campaña por el derecho a diseñar y construir un barco para cumplir con este requisito. Vospers afirmó que, ignorando lo que afirmaban ser las prácticas de diseño conservadoras seguidas por el equipo del Ministerio de Defensa en Bath, podían entregar la nueva fragata a un precio significativamente más bajo —£ 3,5 millones en comparación con el precio de £ 5 millones de la clase Leander contemporánea—, a la vez que es atractivo para exportar clientes.
Se ordenó a la clase, bajo presión política y del Tesoro, una embarcación de escolta de propósito general relativamente barata pero moderna que fuera atractiva para los gobiernos y funcionarios de América del Sur y Australasia, los mercados tradicionales de exportación de los astilleros británicos. También se concibió como una cañonera de la RN fuera del área que retendría la presencia del Reino Unido en esas áreas, así como en el Caribe y el Golfo; reemplazando esencialmente los tipos diésel Tipo 41, Tipo 61 y COSAG Tipo 81 con buques tripulados más pequeños. Al personal de RN no le gustó la idea y habría preferido, como muchos almirantes de la Armada de los Estados Unidos, continuar desarrollando tipos de vapor; en el caso de la RN, la clase Leander, que era considerada como un cazador antisubmarino especialmente exitoso y silencioso, pero fue visto por los políticos tan antiguos y el Tesoro y los astilleros orientados a la exportación son demasiado caros para comercializar. El desarrollo de los propios diseños de exportación de Vosper, el Mk 5 para Irán y el Mk 7 para Libia, aumentaron la presión sobre el Almirantazgo para que aceptara esta línea de desarrollo naval, que parecía ofrecer una fragata de exportación barata con un alcance de 6.000 nm, una velocidad máxima de 37 nudos, un armamento superficialmente bueno del nuevo cañón Mark 8 de 4,5 pulgadas (114 mm), instalaciones para un helicóptero Westland Wasp, misiles antibuque y dos lanzadores de misiles triples ligeros Sea Cat. Cuando los planes para la nueva fragata libia, Dat Assawari, finalizaron en 1968, la junta del Almirantazgo aceptó que sus especificaciones en papel no tenían respuesta y tendrían que permitir que los astilleros desarrollaran un bajo costo en una / s versión de propósito general para la RN que sería estirado y completamente turbina de gas en lugar de CODAG como el Mk 5 y Mk 7. En realidad, era un diseño mucho más difícil, con el RN requiriendo el peso interno adicional de la computadora del Sistema de Información de Acción Asistida por Ordenador (CAAIS) sistemas de comando y la falta de diesel pesado o una planta de vapor baja en el casco para equilibrar el peso superior pesado de CAAIS. La instalación de turbinas de gas Tyne para cruceros, en lugar de los diésel utilizados en las versiones iraníes y libias, significaba que el consumo de combustible y el costo serían altos, lo que fue un tremendo problema para la Royal Navy a principios de los años 80 cuando la austeridad del primer Thatcherismo cortó el subsidio de combustible de la Marina Real y significó que la mayoría de las fragatas pasaron más tiempo atadas, en lugar de en el mar en 1980-1, ya pesar de la tripulación menor, los costos de funcionamiento del Tipo 21 fueron un diez por ciento más altos que los Leanders. El tipo 21 proporcionaría a los astilleros experiencia en la construcción de barcos propulsados por turbinas de gas y les proporcionaría trabajo útil para los astilleros, mientras que el destructor Tipo 42 y la clase Broadsword no estarían listos hasta mediados y finales de los años 1970. Como el tablero de diseño del Almirantazgo estaba ocupado con este último, el proyecto Tipo 21 se le dio a los astilleros privados Vosper Thornycroft y Yarrow. Las inconfundibles líneas como de yate y libertinas eran indicativas de su diseño comercial. Su atractivo aspecto combinado con su impresionante manejo y aceleración provocó el apodo de clase de Porsches.
En un momento dado, se esperaba construir un diseño conjunto que cumpliera con los requisitos de la Marina Real de una fragata de patrulla de bajo costo y el requisito de escolta de uso general de Australia, con discusiones entre las dos marinas a partir de 1967, con Australia, que esperaba construir una serie de Type 21 en astilleros australianos, parte del trabajo de diseño de financiación de la propuesta. Los requisitos de las dos marinas eran significativamente diferentes, con Australia que desea velocidades más altas, 35 nudos (65 km / h; 40 mph) en lugar del requisito de 32 nudos (59 km / h; 37 mph) de la Royal Navy, y armamento estadounidense (incluidos los misiles Sea Sparrow y un cañón Mk45 de calibre 5"/54), y Australia se retiró del proyecto en noviembre de 1968, y luego refinó sus requisitos en el proyecto australiano de destructores de luz. Después de que se canceló el RAN DDL, RAN y RNZN reconsideraron el T21 pero aún lo encontraron demasiado caro, y consideraron el arma y el radar del Reino Unido, inferiores a las opciones de USN. Australia ordenó el FFG-7 en 1976.
Un contrato para el diseño detallado de la nueva fragata para cumplir con los requisitos de la Royal Navy y para construir el primer ejemplo se colocó en marzo de 1969. En este momento el costo se había incrementado hasta £ 7,3 millones, más que las fragatas de clase Leander.
Continuaron las ventas de fragatas derivadas de la clase Amazon para exportar clientes, incluida Argentina. En 1985 se ofreció a Pakistán un derivado de haz amplio armado con misiles tierra-aire Sea Wolf de lanzamiento vertical.
El primero de los ocho construidos, el HMS Amazon, entró en servicio en mayo de 1974.

## Diseño
Estos barcos fueron los primeros buques de guerra de diseño privado de la Marina Real durante muchos años. También fueron el primer diseño para entrar en servicio con la Royal Navy con motor de turbina de gas, con dos Rolls-Royce Tynes para crucero y dos Rolls-Royce Olympus para altas velocidades dispuestas en un Combined gas o gas (COGOG) arreglo. El diseño hizo uso de grandes cantidades de aleación de aluminio en la superestructura para reducir la cantidad de peso superior. Más tarde surgieron preocupaciones sobre su resistencia al fuego, particularmente después de un gran incendio en Amazon en 1977, durante el cual las escaleras de aluminio se distorsionaron, lo que impidió que los equipos de lucha contra incendios alcanzaran el fuego y su capacidad para resistir el daño por explosión. Los buques de guerra posteriores volvieron a usar acero.
 Tal como fueron entregados, los Type 21s fueron armados con una sola arma de fuego naval Mark 8 de 4.5 pulgadas hacia adelante y un lanzador de cuatro balas para el misil tierra-aire Sea Cat hacia atrás. El radar de control de fuego ligero italiano Selenia Orion-10X fue adoptado para controlar tanto la pistola como el misil Sea Cat (como el sistema GWS-24) en un esfuerzo por ahorrar peso. Se instaló un radar aire / superficie tipo 992Q, pero no se proporcionó un radar de búsqueda aérea de largo alcance. Se proporcionó un hangar y una cubierta de vuelo para un solo helicóptero, al principio el Westland Wasp. El CAAIS se proporcionó para integrar las armas y los sistemas de sensores del barco y proporcionar a la tripulación toda la información relevante que requerían para luchar contra el barco, cuando lo necesitaran.
En términos de automatización, integración de sistemas y habitabilidad, estaban mucho más avanzados que muchos de los barcos que reemplazaron, como la fragata Tipo 81 y la fragata Rothesay. El diseño básico de este último se remonta a 1945.

### Modificaciones
Cuando entraron en servicio, los Tipo 21 fueron criticados por estar mal armados en relación con su tamaño y costo. Se puso en marcha un programa para aumentar su potencia de fuego mediante el montaje de cuatro misiles antibuque MM38 Exocet fabricados en Francia. Estos se ubicaron frente a la pantalla del puente, a popa del castillo de proa, desplazando los lanzadores de contramedidas Corvus al centro del barco. Esta mejora se llevó a cabo rápidamente en todos los barcos de la clase excepto los Antelope y Ambuscade; este último fue equipado con Exocet en 1984/5. Los Exocet estaban ubicados en dos pares y los misiles se desplegarían a través de la nave y despejarían el lado opuesto de la nave a sus lanzadores en vuelo. Esto difería de las fragatas Tipo 22 posteriores, donde el despliegue de los misiles estaba en el mismo lado de la nave que los pares de misiles. Sin embargo, a fines de la década de 1970, estaba claro que el Tipo 21 comercialmente diseñado tenía "margen insuficiente", de peso y espacio permitidos en los diseños de buques de guerra de la Armada Real, para una mayor modernización del tipo aplicado a las fragatas Leander de manga ancha con el reemplazo de los misiles Seacat subsónicos con misiles antimisil Seawolf para contrarrestar los misiles antibuque soviéticos y la instalación del sonar tipo arco 2016. El tipo 21 podría ser equipado con el sonar 2016 o Seawolf no ambos. Cinco propuestas de modernización para el Tipo 21 fueron consideradas por la Royal Navy y rechazadas en 1979 cuando se decidió "a regañadientes" no modernizar la clase, y se estimó que estarían inmovilizados para 1988.
El Westland Wasp, un helicóptero que porta un torpedo de un solo rol, fue reemplazado por el Westland Lynx de múltiples misiones mucho más capaz cuando estuvo disponible. A medida que los barcos volvían a ser reparados, también se instalaron torpedos antisubmarinos lanzados desde buques, en forma de dos lanzadores de tubo triple STWS-1 capaces de disparar torpedos Mark 44 o Mark 46 de los Estados Unidos. Después de la guerra de las Malvinas, se montaron dos cañones Oerlikon de 20 mm más, uno a cada lado del hangar, para proporcionar armamento adicional de cerca en algunos barcos de la clase.

### Análisis
Se criticaron las actuaciones de las fragatas clase Amazon en el conflicto de las Malvinas. Los barcos desarrollaron grietas en sus cubiertas debido a las diferentes propiedades de expansión de acero y aluminio. Esta fue una vulnerabilidad particularmente demostrada bajo las severas condiciones climáticas que encontraron en el Atlántico Sur. Las placas de refuerzo de acero eventualmente se instalaron a los lados de los barcos. Construidos con un presupuesto y una especificación de diseño exactos (y aunque llevan armamento antiaéreo obsoleto), se distinguieron en un teatro para el que no fueron diseñados. Como plataformas de bombardeo a tierra y en letales y precisos disparos para los Royal Marines y para el desembarco del Ejército Británico en Bahía San Carlos, fueron excelentes, apuntalando cualquier posibilidad de contraataque del Ejército Argentino, pero permanecieron como barcos de superficie, diseñados para el mercado de exportación de Vospers. proporcionar naciones como Libia e Irán con la potencia de fuego para reemplazar a los EE. UU./Unido como estabilizadores de apoyo occidentales bajo la estrategia de Kissinger / Healy. Lo que selló el destino de la clase fue su falta de margen para aceptar la matriz remolcada 2031.
La clase también fue criticada por estar superpoblada: con 117 metros (384 pies), tenían 177 tripulantes en comparación con 133 metros (436 pies) y solo 185 tripulantes para la moderna fragata Tipo 23. Esto fue importante en un momento en que la Royal Navy se enfrentaba a una escasez de personal. El nivel de acomodación para los oficiales era mejor que el promedio de RN y los niveles superiores gozaban de cabinas separadas, a diferencia de los suboficiales del destructor Tipo 42 de la misma época, que dormían en habitaciones con literas. La acomodación de los marineros también se mejoró, con literas para cuatro personas que partieron del comedor común; de nuevo, mucho mejor que los del destructor Tipo 42. En esencia, el estándar de acomodación y ajuste era mejor, especialmente para los oficiales, porque era un diseño destinado a atraer pedidos de exportación. Es muy poco más que una versión estirada de la fragata MK 7 Vospers construida para Libia y, aparte de la adaptación de CAAIS, con su cañón electrónico y prevista, prácticamente idéntica al prototipo Mk 7 en tipo o nivel de sofisticación. Mayor automatización y la nueva pistola automático Mk 8 de 4.5 pulgadas combinado con, en muchos sentidos, un ajuste electrónico mucho más simple que los Leanders o el Tipo 42, la nueva clase Tipo 21 carecía tanto del radar de largo alcance, Tipo 965, llevado por la mayoría de los buques de guerra británicos o el mortero Limbo y su sonar asociado. Inevitablemente, eso significaba una tripulación mucho más pequeña que los Leander, con poca capacidad de modernización (debido a su pequeño tamaño) y que ya se encontraba cerca de su límite superior; los días del tipo 21 estaban numerados. La decisión de no modernizarlos se tomó en 1979, incluso antes de las pérdidas de las Malvinas. Los varios cientos de toneladas de lastre que tenían que transportar a baja altura significaban que las fragatas no podían alcanzar su velocidad planificada de 35 nudos para cualquier distancia larga, pero los barcos seguían siendo buenos para una velocidad de ráfaga de 37 nudos, con dos barcos reclamando haber superado los 40 nudos en más de una ocasión. Sin embargo, estos barcos fueron considerados favorablemente por sus tripulaciones y demostraron ser activos altamente maniobrables y confiables en una armada que sufría el agotamiento del número de cascos de escolta modernos.

## Servicio
Exceptuando a Amazon, toda la clase participó en la Guerra de las Malvinas de 1982 como el 4 ° Escuadrón de Fragatas. Estuvieron muy involucrados, realizando extensas misiones de bombardeo en tierra y proporcionando tareas antisubmarinas y antiaéreas para la fuerza de tarea. El 10 de mayo, HMS Alacrity y Arrow exploraron estrecho de San Carlos por la noche en busca de campos de minas que podrían haber impedido aterrizajes y operaciones, casi como cascos fungibles. Alacrity enganchó y hundió un buque de suministro naval argentino en el estrecho. Al salir del Sound al amanecer, fueron atacados por el submarino ARA San Luis, que disparó dos torpedos; uno golpeó el señuelo remolcado del submarino de Arrow (como estaba previsto) y el otro rebotó en su casco, habiendo fallado en armarse. Se perdieron dos barcos: Ardent fue atacado por bombas lanzadas por aviones argentinos el 21 de mayo y fue consumido por el fuego; Antelope fue alcanzado por bombas el 23 de mayo, una de las cuales fue disparada por el equipo de desactivación de bombas que intentaba desactivarla el 24 de mayo, provocando que la nave se incendiara, desencadenando sus revistas, lo que provocó que se rompiera y se hundiera.

### Venta a Pakistán
Las seis fragatas clase Amazon supervivientes se vendieron a Pakistán en 1993-1994. La clase fue renombrada por la Armada paquistaní como la clase Tariq, después del primer buque que fue adquirido, el PNS Tariq, anteriormente Ambuscade. Solo cuatro de los seis permanecen en servicio. El Badr y el Babur fueron desmantelados. Han eliminado su lanzador Sea Cat, así como sus misiles Exocet. Tres de los barcos tuvieron sus misiles Exocet reemplazados por el misil Harpoon fabricado en los Estados Unidos, los otros tres fueron equipados con el sistema chino de misiles tierra-aire LY-60N Hunting Eagle de 6 celdas.

## Buques
"Un contrato fue otorgado a Vosper Thornycroft el 27 de febrero de 1968 para el diseño de una fragata de patrulla que se preparará en plena colaboración con Yarrow Ltd." Estaban "diseñados para reemplazar a las fragatas de la clase Leopard y Salisbury. El costo inicial era de £ 3,5 millones, pero Amazon en realidad costó £ 16,8 millones".
| Numeral | Nombre    | Constructor                  | Pedido                  | Botadura                 | Lanzamiento              | Incorporación            | Entrada en servicio     | Costo de construcción estimado | Destino |
| ------- | --------- | ---------------------------- | ----------------------- | ------------------------ | ------------------------ | ------------------------ | ----------------------- | ------------------------------ | --- |
| F169    | Amazon    | Vosper Thornycroft, Woolston | 26 de marzo de 1969     | 6 de noviembre de 1969   | 26 de abril de 1971      | 19 de julio de 1974      | 11 de mayo de 1974      | £ 16.8 millones                | En Pakistán como Babur, retirado de la Armada de Pakistán                                                                                         |
| F170    | Antelope  | Vosper Thornycroft           | 11 de mayo de 1970      | 23 de marzo de 1971      | 16 de marzo de 1972      | 30 de junio de 1975      | 16 de julio de 1975     | £ 14.4 millones                | Bombardeado por aviones Douglas A-4 Skyhawk argentinos el 23 de mayo de 1982 y hundido al día siguiente en bahía San Carlos                       |
| F172    | Ambuscade | Yarrow (YSL), Scotstoun      | 11 de noviembre de 1971 | 1 de septiembre de 1971  | 18 de enero de 1973      | 23 de agosto de 1975     | 5 de septiembre de 1975 | £ 16.5 millones                | En Pakistán como Tariq |
| F173    | Arrow     | YSL                          | 11 de noviembre de 1971 | 28 de septiembre de 1972 | 5 de febrero de 1974     | 16 de mayo de 1975       | 29 de julio de 1976     | £ 20.2 millones                | En Pakistán como Khaibar |
| F171    | Active    | Vosper Thornycroft           | 11 de mayo de 1970      | 21 de julio de 1971      | 23 de noviembre de 1972  | 2 de junio de 1977       | 17 de junio de 1977     | £ 24.1 millones                | En Pakistán como Sahah Jahan |
| F174    | Alacrity  | YSL                          | 11 de noviembre de 1971 | 5 de marzo de 1973       | 18 de septiembre de 1974 | 2 de abril de 1977       | 2 de julio de 1977      | £ 23.8 millones                | En Pakistán como Badr, retirado de la Armada de Pakistán                                                                                          |
| F184    | Ardent    | YSL                          | 11 de noviembre de 1971 | 26 de febrero de 1974    | 9 de mayo de 1975        | 10 de septiembre de 1977 | 14 de octubre de 1977   | £ 26.3 millones                | Bombardeado por aviones Douglas A-4 Skyhawk argentinos el 21 de mayo de 1982 en bahía San Carlos y hundido un día después en bahía de Ruiz Puente |
| F185    | Avenger   | YSL                          | 11 de noviembre de 1971 | 30 de octubre d 1974     | 20 de noviembre de 1975  | 15 de abril de 1978      | 15 de abril de 1978     | £ 27.7 millones                | En Pakistán como Tippu Sultan |

## Costo de operación
| Fecha   | Corriendo coste | Qué es incluyó | Cita   |
| ------- | --------------- | --- | ------ |
| 1981-82 | £6.5 millones   | Costo de funcionamiento promedio anual de un clase Amazon a precios medios de 1981-82 e incluidos los costos de las aeronaves asociadas, pero excluyendo los costos de reacondicionamientos importantes. | [ 22 ] |
| 1985-86 | £7 millones     | El costo promedio de funcionamiento y mantenimiento de una fragata clase Amazon durante un año. | [ 23 ] |
| 1987-88 | £3.8 millones   | Los costos operativos anuales promedio, a los precios del año financiero 1987-88 de una fragata clase Amazon. Estos costos incluyen personal, combustible, repuestos, etc., y servicios de soporte administrativo, pero excluyen la construcción nueva, el equipo de capital y los costos de reparación de reparación. | [ 24 ] |

## El Club del Tipo 21 (Asociación de Tripulantes de Fragata de laRoyal NavyClaseAmazon)
La idea de una especie de asociación había sido manipulada desde la venta a la Armada de Pakistán, y con las asociaciones de barcos, Ardent, Antelope, Alacrity y Ambuscade ya tenían asociaciones de barcos. No sería hasta 2010 que los exmiembros de la tripulación pensaban que se debería formar una asociación principal, y con el nombramiento de un nuevo comité se organizó y se reunió con éxito la primera reunión del Type 21 Club en RBL Crownhill en Plymouth en octubre de 2010. Todos los años, el segundo fin de semana de octubre, los antiguos compañeros de tripulación y oficiales que sirvieron en estas fragatas se reúnen una vez más.
La asociación está abierta a todos los exmiembros de la tripulación, las familias, los trabajadores del barco (que habían trabajado en las fragatas) y la tripulación naval de Pakistán de las fragatas que ahora forman parte de la armada de Pakistán.